# Saguenay–Lac-Saint-Jean
Saguenay–Lac-Saint-Jean és una regió administrativa de la província canadenca del Quebec, situada a la riba nord del riu Sant Llorenç. La regió està dividida en 4 municipalitats regionals de comtat (MRC) i 60 municipis.

## Demografia
- Població: 275 427 (2005)
- Superfície: 95 893 km²
- Densitat: 2,9 hab./km²
- Taxa de natalitat: 9,1‰ (2005)
- Taxa de mortalitat: 7,6‰ (2005)

Font: Institut de la statistique du Québec Arxivat 2011-02-16 a Wayback Machine.
| Llengua materna             | Percentatge |
| --------------------------- | ----------- |
| Francès                     | 98,63%      |
| Anglès                      | 0,59%       |
| Altres llengües             | 0,48%       |
| Francès i anglès            | 0,24%       |
| Francès i una altra llengua | 0,05%       |
| Anglès i una altra llengua  | 0,01%       |

## Organització territorial

### Municipalitats regionals de comtat
- Lac-Saint-Jean-Est
- Le Domaine-du-Roy
- Le Fjord-du-Saguenay
- Maria-Chapdelaine

### Territoris equivalents
- Ciutat de Saguenay
- Reserva índia de Mashteuiatsh